# アーキペンコ
アーキペンコ（Archipenko、アーチペンコとも）とはアメリカ合衆国生まれの競走馬である。

## 経歴

### 2歳 - 3歳（2006年 - 2007年）
競走馬デビュー当初はエイダン・オブライエン厩舎に所属し、ヨーロッパで走っていた。3歳時の5月にアイルランドダービートライアルステークス（G2）を制して重賞初勝利を挙げたが、続くダービーステークスは最下位の17着でその後も連敗が続き、9月のムーラン・ド・ロンシャン賞で5着となった後にマイケル・デコック厩舎へ転厩した。

### 4歳（2008年）
古馬となっての2戦目のアル・ファヒディ・フォート（G2）を制して久々に勝利を挙げると、続くドバイデューティーフリーで3着（日本調教馬のウオッカ、アドマイヤオーラに先着）と善戦した。その後は香港へ転戦し、クイーンエリザベス2世カップを制してG1競走初勝利を挙げた。続いてアーリントンミリオンステークスに出走するも2着とG1連勝はならなかった。

### 5歳（2009年）
この年の初戦はドバイのザビールマイル(G3)に出走、格の違いを見せつけ、快勝した。そして迎えたドバイデューティーフリーに出走したが、逃げ切ったグラディアトラスから離れた6着に終わった。その後、連覇がかかったクイーンエリザベス2世カップに出走したが、プレスヴィスの6着に敗れた。結局このレースが最後となり、現役を引退した。

## 種牡馬時代
2010年からイギリスのランウェイズスタッドで種牡馬入りする。種牡馬としては、香港カップ優勝のタイムワープ、ブリティッシュ・チャンピオンズ・フィリーズ&メアズステークス優勝のマダムチャンなどを輩出した。
2017年12月15日にランウェイズスタッドで急性リンパ腫のため急死。産駒のタイムワープが香港カップを制してわずか5日後のことであり、担当者は「アーキペンコは急性リンパ腫のために亡くなった。致命的な病気であるが直前までその兆候を見せておらず、悲しいことに治療すらできない状態だった。 亡くなる直前まで健康そのものであり、南半球に向かう牝馬のために種付けをしていた」と語っている。

### 主な産駒
- Madame Chiang / マダムチャン（ブリティッシュ・チャンピオンズ・フィリーズ&メアズステークス　など）
- Va Bank / ヴァバンク（ポーランド三冠　など）
- Time War / タイムワープ（香港カップ、香港ゴールドカップ　など）
- Glorious Forever / グロリアスフォーエバー（香港カップ）
- Huetor / フエトール（ドゥームベンカップ2回）

## 競走成績
| 出走日     | 競馬場             | 競走名                     | 格 | 距離     | 着順 | 騎手           | 着差      | 1着（2着）馬       |
| ---------- | ------------------ | -------------------------- | -- | -------- | ---- | -------------- | --------- | ------------------ |
| 2006.08.26 | カラ               | 未勝利                     |    | 芝7f     | 15着 | J.ヘファーナン | 9 1/4馬身 | Warriors Key       |
| 2006.10.23 | カラ               | 未勝利                     |    | 芝7f     | 2着  | S.レヴィ       | 3/4馬身   | Spanish Harlem     |
| 2006.10.30 | レパーズタウン     | 未勝利                     |    | 芝7f     | 1着  | J.ヘファーナン | 6馬身     | （Honoured Guest） |
| 2007.05.13 | レパーズタウン     | ダービートライアルS        | G2 | 芝10f    | 1着  | M.キネーン     | 3/4馬身   | （Yellowstone）    |
| 2007.06.02 | エプソム           | ダービーステークス         | G1 | 芝12f10y | 17着 | M.キネーン     | 51馬身    | Authorized         |
| 2007.07.08 | サンダウン         | エクリプスS                | G1 | 芝10f7y  | 7着  | C.オドノヒュー | 13身      | Notnowcato         |
| 2007.08.01 | グッドウッド       | サセックスS                | G1 | 芝8f     | 7着  | D.マッケイブ   | 7身       | Ramonti            |
| 2007.09.09 | ロンシャン         | ムーラン・ド・ロンシャン賞 | G1 | 芝1600m  | 5着  | J.ヘファーナン | 6 b1/2身  | Darjina            |
| 2008.02.07 | ナドアルシバ       | インヴァソールS            |    | 芝1300m  | 10着 | J.ムルタ       | 6 3/4馬身 | So Will I          |
| 2008.02.21 | ナドアルシバ       | アルファヒディフォート     | G2 | 芝1600m  | 1着  | K.シェイ       | 2馬身     | （Royal Oath）     |
| 2008.03.29 | ナドアルシバ       | ドバイデューティーフリー   | G1 | 芝1777m  | 3着  | K.シェイ       | 1/2馬身   | Jay Peg            |
| 2008.04.27 | 沙田               | QE2世C                     | G1 | 芝2000m  | 1着  | K.シェイ       | 0.2秒     | (Balius)           |
| 2008.07.12 | アスコット         | サマーマイルS              | G2 | 芝8f     | 1着  | K.シェイ       | 3/4馬身   | （Barshiba）       |
| 2008.08.09 | アーリントンパーク | アーリントンミリオンS      | G1 | 芝10f    | 2着  | K.シェイ       | 3/4馬身   | Spirit One         |
| 2009.02.26 | ナドアルシバ       | ザビールマイル             | G3 | 芝1600m  | 1着  | K.シェイ       | 0.1秒     | （Vertigineux）    |
| 2009.03.28 | ナドアルシバ       | ドバイデューティーフリー   | G1 | 芝1777m  | 6着  | K.シェイ       | -1.2秒    | Gladiatorus        |
| 2009.04.26 | 沙田               | QE2世C                     | G1 | 芝2000m  | 6着  | K.シェイ       | -0.7秒    | Presvis            |

## 血統表
| アーキペンコの血統ミスタープロスペクター系／Native Dancer 4x5=9.38%、Nasrullah 5x5=6.25%、Northern Dancer 4x3=18.75%、Special 4x2=31.25% | アーキペンコの血統ミスタープロスペクター系／Native Dancer 4x5=9.38%、Nasrullah 5x5=6.25%、Northern Dancer 4x3=18.75%、Special 4x2=31.25% | アーキペンコの血統ミスタープロスペクター系／Native Dancer 4x5=9.38%、Nasrullah 5x5=6.25%、Northern Dancer 4x3=18.75%、Special 4x2=31.25% | （血統表の出典）    | （血統表の出典） |
| 父 Kingmambo 1990 鹿毛 | 父の父Mr. Prospector 1970 鹿毛 | Raise a Native | Native Dancer       | Native Dancer    |
| 父 Kingmambo 1990 鹿毛 | 父の父Mr. Prospector 1970 鹿毛 | Raise a Native | Raise You           |                  |
| 父 Kingmambo 1990 鹿毛 | 父の父Mr. Prospector 1970 鹿毛 | Gold Digger | Nashua              | Nashua           |
| 父 Kingmambo 1990 鹿毛 | 父の父Mr. Prospector 1970 鹿毛 | Gold Digger | Sequence            |                  |
| 父 Kingmambo 1990 鹿毛 | 父の母Miesque 1984 鹿毛 | Nureyev | Northern Dancer     | Northern Dancer  |
| 父 Kingmambo 1990 鹿毛 | 父の母Miesque 1984 鹿毛 | Nureyev | Special             |                  |
| 父 Kingmambo 1990 鹿毛 | 父の母Miesque 1984 鹿毛 | Pasadoble | Prove Out           | Prove Out        |
| 父 Kingmambo 1990 鹿毛 | 父の母Miesque 1984 鹿毛 | Pasadoble | Santa Quilla        |                  |
| 母 Bound 1984 鹿毛 | 母の父Nijinsky 1967 鹿毛 | Northern Dancer | Nearctic            | Nearctic         |
| 母 Bound 1984 鹿毛 | 母の父Nijinsky 1967 鹿毛 | Northern Dancer | Natalma             |                  |
| 母 Bound 1984 鹿毛 | 母の父Nijinsky 1967 鹿毛 | Flaming Page | Bull Page           | Bull Page        |
| 母 Bound 1984 鹿毛 | 母の父Nijinsky 1967 鹿毛 | Flaming Page | Flaring Top         |                  |
| 母 Bound 1984 鹿毛 | 母の母Special 1969 鹿毛 | Forli | Aristophanes        | Aristophanes     |
| 母 Bound 1984 鹿毛 | 母の母Special 1969 鹿毛 | Forli | Trevisa             |                  |
| 母 Bound 1984 鹿毛 | 母の母Special 1969 鹿毛 | Thong | Nantallah           | Nantallah        |
| 母 Bound 1984 鹿毛 | 母の母Special 1969 鹿毛 | Thong | Rough Shod F-No.5-h |                  |

- 伯父にヌレイエフ、近親にサドラーズウェルズ、フェアリーキング、ジェイドロバリーなどがいる。